# Mount Pleasant (Iowa)
Mount Pleasant es una ciudad ubicada en el condado de Henry en el estado estadounidense de Iowa. En el Censo de 2010 tenía una población de 8668 habitantes y una densidad poblacional de 392,76 personas por km².

## Geografía
Mount Pleasant se encuentra ubicada en las coordenadas 40°57′44″N 91°32′50″O / 40.96222, -91.54722. Según la Oficina del Censo de los Estados Unidos, Mount Pleasant tiene una superficie total de 22.07 km², de la cual 22.03 km² corresponden a tierra firme y (0.18%) 0.04 km² es agua.

## Demografía
Según el censo de 2010, había 8668 personas residiendo en Mount Pleasant. La densidad de población era de 392,76 hab./km². De los 8668 habitantes, Mount Pleasant estaba compuesto por el 85.73% blancos, el 4.3% eran afroamericanos, el 0.43% eran amerindios, el 4.41% eran asiáticos, el 0.25% eran isleños del Pacífico, el 2.37% eran de otras razas y el 2.51% pertenecían a dos o más razas. Del total de la población el 6.67% eran hispanos o latinos de cualquier raza.